# Фэннин, Пол
Пол Джонс Фэ́ннин (англ. Paul Jones Fannin; 29 января 1907, Ашленд, Кентукки — 13 января 2002, Финикс) — американский политик, 11-й губернатор Аризоны, сенатор США от Аризоны с 1965 по 1977 год.

## Биография

### Ранние годы и карьера
Пол Фэннин родился в Ашленде, штат Кентукки, в семье Томаса Ньютона и Роды Кэтрин (урожденной Дэвис) Фэннин. Его отец работал на ферме, а также был владельцем магазина конской сбруи. Когда Фэннину было восемь месяцев, из-за состояния здоровья отца его семья переехала в Финикс, штат Аризона. В 1925 году Фэннин окончил среднюю школу Phoenix Union.
Фэннин два года учился в Аризонском университете, после чего перевёлся в Стэнфордский университет, который окончил в 1930 году со степенью бакалавра искусств в области делового администрирования. Затем он вернулся в Финикс, где он присоединился к семейному бизнесу по поставке и монтажу оборудования. Позже он вместе с братом Эрнестом основал компанию Fannin Gas and Supply Company, специализировавшуюся на поставках газового и нефтяного оборудования. Фэннин занимал пост президента компании с 1945 по 1956 год, когда они с братом продали компанию.
В 1934 году Фэннин женился на Элме Эддингтон. У супругов родилась дочь и трое сыновей.

### Губернатор Аризоны
В 1958 году консервативного республиканца Фэннина избрали губернатором Аризоны. На выборах он победил генерального прокурора Роберта Моррисона, набрав почти на 30 000 голосов больше. 5 января 1959 года он был приведён к присяге. Фэннин был переизбран в 1960 и 1962 годах.
Во время пребывания в должности губернатора Фэннин увеличил финансирование системы государственных школ за счёт повышения налогов с продаж, уровнял налоги на недвижимость, учредил первый в штате медицинский колледж, а также создал Комиссию по развитию туризма и торговли между Аризоной и Мексикой. Фэннин также занимал пост председателя Ассоциации губернаторов западных штатов и был членом исполнительного комитета Совета правительств штатов и Консультативного совета по национальной гражданской обороне.

### Сенатор США
В 1964 году, когда сенатор Барри Голдуотер отказался переизбираться, так как решил баллотироваться на пост президента США, Фэннин был избран его преемником в сенате США. Он с небольшим преимуществом победил демократа Роя Элсона, помощника сенатора Карла Хейдена, набрав 51 % голосов против 49 % у соперника. В 1970 году Фэннин был избран на второй срок, получив 56 % голосов. В 1976 году он решил не переизбираться на третий срок.
В сенате Фэннин придерживался жёсткой консервативной линии, по многим вопросам голосовал вместе с сенатором Голдуотером, в том числе против поправки о равных правах в 1972 году. Как вышестоящий республиканец в Комитете по энергетике и природным ресурсам, он был пресс-секретарём президентов Ричарда Никсона и Джеральда Форда по энергетической политике. Фэннин выступал против новых ограничений на открытую разработку полезных ископаемых. Он также присоединился к консервативным сенаторам-демократам, которые выступали за сохранение закона Тафта — Хартли, позволявшего штатам решать, следует ли запрещать обязательное членство в профсоюзе работников «профсоюзных цехов». В 1968 году Фэннин стал главным спонсором проекта водоснабжения Центральной Аризоны, который направил воды реки Колорадо к центру и югу штата.
Во время заседаний в Сенате Фэннин сидел за «конфетным столом». После отставки он продолжал жить в Финиксе, штат Аризона, умер от инсульта 13 января 2002 года. Похоронен на кладбище Greenwood Memory Lawn Cemetery в Финиксе.